# Star Wars: Eredità
Star Wars: Eredità (Star Wars: Legacy) è una serie a fumetti statunitense facente parte dell'Universo espanso di Guerre stellari. È stata scritta da John Ostrander e Jan Duursema e illustrata da Duursema e da altri artisti, e pubblicata da giugno 2006 ad agosto 2010 da Dark Horse Comics. Al termine della serie principale, la storia è proseguita in una miniserie in sei numeri, Star Wars: Eredità - Guerra (Star Wars: Legacy - War), scritta da Ostrander, disegnata da Duursema e pubblicata tra il 2010 e il 2011 sempre da Dark Horse. I cinquanta numeri della serie principale e i sei della miniserie sono stati raccolti in undici albi da collezione. L'edizione italiana in undici volumi è stata curata da Panini Comics e pubblicata tra il 2011 e il 2015.
Il fumetto è ambientato nell'anno 137 ABY, con la galassia che attraversa un periodo di guerra civile che vede contrapposti i Sith, i Jedi, l'Impero e l'Alleanza Galattica. La storia segue Cade Skywalker, un discendente della famiglia Skywalker che ha rinnegato la sua natura Jedi e si è ritirato a una vita da pirata e contrabbandiere coi suoi compagni Jariah Syn e Deliah Blue. Il viaggio di Cade lo porta a fare i conti con il proprio passato, a riappropriarsi della sua eredità Jedi e a scontrarsi con il nuovo signore oscuro dei Sith Darth Krayt.

## Pubblicazione
| Edizione statunitense | Edizione statunitense       | Edizione statunitense | Edizione italiana | Edizione italiana     | Edizione italiana  |
| N.                    | Titolo                      | Data pubblicazione    | N.                | Titolo                | Data pubblicazione |
| --------------------- | --------------------------- | --------------------- | ----------------- | --------------------- | ------------------ |
| 0                     | Welcome to the Future...    | 7 giugno 2006         | 1                 | Rotto                 | giugno 2011        |
| 1                     | Broken, Part 1              | 21 giugno 2006        | 1                 | Rotto                 | giugno 2011        |
| 2                     | Broken, Part 2              | 19 luglio 2006        | 1                 | Rotto                 | giugno 2011        |
| 3                     | Broken, Part 3              | 13 settembre 2006     | 1                 | Rotto                 | giugno 2011        |
| 4                     | Noob                        | 11 ottobre 2006       | 2                 | Schegge               | dicembre 2011      |
| 5                     | Broken, Part 4              | 1º novembre 2006      | 1                 | Rotto                 | giugno 2011        |
| 6                     | Broken, Part 5              | 29 novembre 2006      | 1                 | Rotto                 | giugno 2011        |
| 7                     | Broken, Part 6              | 10 gennaio 2007       | 1                 | Rotto                 | giugno 2011        |
| 8                     | Allies                      | 14 febbraio 2007      | 2                 | Schegge               | dicembre 2011      |
| 9                     | Trust Issues, Part 1        | 28 febbraio 2007      | 2                 | Schegge               | dicembre 2011      |
| 10                    | Trust Issues, Part 2        | 28 marzo 2007         | 2                 | Schegge               | dicembre 2011      |
| 11                    | Ghosts, Part 1              | 9 maggio 2007         | 2                 | Schegge               | dicembre 2011      |
| 12                    | Ghosts, Part 2              | 23 maggio 2007        | 2                 | Schegge               | dicembre 2011      |
| 13                    | Ready to Die                | 13 giugno 2007        | 2                 | Schegge               | dicembre 2011      |
| 14                    | Claws of the Dragon, Part 1 | 11 luglio 2007        | 3                 | Gli artigli del drago | marzo 2012         |
| 15                    | Claws of the Dragon, Part 2 | 8 agosto 2007         | 3                 | Gli artigli del drago | marzo 2012         |
| 16                    | Claws of the Dragon, Part 3 | 12 settembre 2007     | 3                 | Gli artigli del drago | marzo 2012         |
| 17                    | Claws of the Dragon, Part 4 | 7 novembre 2007       | 3                 | Gli artigli del drago | marzo 2012         |
| 18                    | Claws of the Dragon, Part 5 | 2 gennaio 2008        | 3                 | Gli artigli del drago | marzo 2012         |
| 19                    | Claws of the Dragon, Part 6 | 6 febbraio 2008       | 3                 | Gli artigli del drago | marzo 2012         |
| 20                    | Indomitable, Part 1         | 27 febbraio 2008      | 4                 | Alleanza              | settembre 2012     |
| 21                    | Indomitable, Part 2         | 12 marzo 2008         | 4                 | Alleanza              | settembre 2012     |
| 22                    | The Wrath of the Dragon     | 16 aprile 2008        | 4                 | Alleanza              | settembre 2012     |
| 23                    | Loyalties, Part 1           | 7 maggio 2008         | 5                 | Il tempio nascosto    | dicembre 2012      |
| 24                    | Loyalties, Part 2           | 21 maggio 2008        | 5                 | Il tempio nascosto    | dicembre 2012      |
| 25                    | The Hidden Temple, Part 1   | 18 giugno 2008        | 5                 | Il tempio nascosto    | dicembre 2012      |
| 26                    | The Hidden Temple, Part 2   | 23 luglio 2008        | 5                 | Il tempio nascosto    | dicembre 2012      |
| 27                    | Into the Core               | 27 agosto 2008        | 4                 | Alleanza              | settembre 2012     |
| 28                    | Vector, Part 9              | 24 settembre 2008     | 6                 | Vettore               | maggio 2013        |
| 29                    | Vector, Part 10             | 29 ottobre 2008       | 6                 | Vettore               | maggio 2013        |
| 30                    | Vector, Part 11             | 26 novembre 2008      | 6                 | Vettore               | maggio 2013        |
| 31                    | Vector, Part 12             | 31 dicembre 2008      | 6                 | Vettore               | maggio 2013        |
| 32                    | Fight Another Day, Part 1   | 28 gennaio 2009       | 7                 | Tempeste              | luglio 2013        |
| 33                    | Fight Another Day, Part 2   | 25 febbraio 2009      | 7                 | Tempeste              | luglio 2013        |
| 34                    | Storms, Part 1              | 25 marzo 2009         | 7                 | Tempeste              | luglio 2013        |
| 35                    | Storms, Part 2              | 29 aprile 2009        | 7                 | Tempeste              | luglio 2013        |
| 36                    | Renegade                    | 27 maggio 2009        | 7                 | Tempeste              | luglio 2013        |
| 37                    | Tatooine, Part 1            | 24 giugno 2009        | 8                 | Tatooine              | gennaio 2014       |
| 38                    | Tatooine, Part 2            | 29 luglio 2009        | 8                 | Tatooine              | gennaio 2014       |
| 39                    | Tatooine, Part 3            | 26 agosto 2009        | 8                 | Tatooine              | gennaio 2014       |
| 40                    | Tatooine, Part 4            | 30 settembre 2009     | 8                 | Tatooine              | gennaio 2014       |
| 41                    | Rogue's End                 | 28 ottobre 2009       | 8                 | Tatooine              | gennaio 2014       |
| 42                    | Divided Loyalties           | 25 novembre 2009      | 9                 | Mostro                | maggio 2014        |
| 43                    | Monster, Part 1             | 23 dicembre 2009      | 9                 | Mostro                | maggio 2014        |
| 44                    | Monster, Part 2             | 27 gennaio 2010       | 9                 | Mostro                | maggio 2014        |
| 45                    | Monster, Part 3             | 24 febbraio 2010      | 9                 | Mostro                | maggio 2014        |
| 46                    | Monster, Part 4             | 31 marzo 2010         | 9                 | Mostro                | maggio 2014        |
| 47                    | The Fate of Dac             | 28 aprile 2010        | 10                | Estremi               | settembre 2014     |
| 48                    | Extremes, Part 1            | 26 maggio 2010        | 10                | Estremi               | settembre 2014     |
| 49                    | Extremes, Part 2            | 30 giugno 2010        | 10                | Estremi               | settembre 2014     |
| 50                    | Extremes, Part 3            | 18 agosto 2010        | 10                | Estremi               | settembre 2014     |

| Edizione statunitense | Edizione statunitense | Edizione statunitense | Edizione italiana | Edizione italiana | Edizione italiana  |
| N.                    | Titolo                | Data pubblicazione    | N.                | Titolo            | Data pubblicazione |
| --------------------- | --------------------- | --------------------- | ----------------- | ----------------- | ------------------ |
| 1                     | War 1                 | 15 dicembre 2010      | 11                | Guerra            | gennaio 2015       |
| 2                     | War 2                 | 26 gennaio 2011       | 11                | Guerra            | gennaio 2015       |
| 3                     | War 3                 | 23 febbraio 2011      | 11                | Guerra            | gennaio 2015       |
| 4                     | War 4                 | 30 marzo 2011         | 11                | Guerra            | gennaio 2015       |
| 5                     | War 5                 | 27 aprile 2011        | 11                | Guerra            | gennaio 2015       |
| 6                     | War 6                 | 25 maggio 2011        | 11                | Guerra            | gennaio 2015       |